# Kafr Kamra
Kafr Kamra (arab. كفر كمرة) – miejscowość w Syrii, w muhafazie Hama. W 2004 roku liczyła 2895 mieszkańców.